# Vorno
Vorno est une frazione de la commune de Capannori, dans la province de Lucques en Toscane (Italie). Le village compte un peu plus de 850 habitants (3 691 en 1832). Il est situé dans les environs de Pise (à 25 km), et est placé sur l'une des  Colline Lucchesi  à 7 km de Lucques, chef-lieu de la province.

## Monuments et lieux d'intérêt
- Pieve di Vorno, (Plebs S. Petri de Eowurno) faisant partie de la quatrième circonscription  de Capannori

L'église initiale date  de l'an 867 et est dédiée à saint Pierre ; il n'en reste que quelques colonnes et un seul chapiteau (école de Biduino) intégrés dans la nouvelle église, qui date du XIIe siècle, et qui, comme pour les églises des autres paroisses (Pieve) régionales,  a subi plusieurs fois des transformations dont  les derniers ont eu lieu en 1793 par les travaux d'agrandissement de Giovan Battista Petri.
Elle abrite encore aujourd'hui une fresque d'Antonio Corsi datant de 1488-1489 (Madonna col Bambino fra S. Giovanni Battista e S. Pietro) et le retable du maître-autel de Stefano Tofanelli datant de 1795 (Madonna Assunta tra i santi Pietro e Paolo). Les fonts baptismaux sont l'œuvre de Lorenzo Nottolini.
- S. Prospero di Vorno

Église détruite

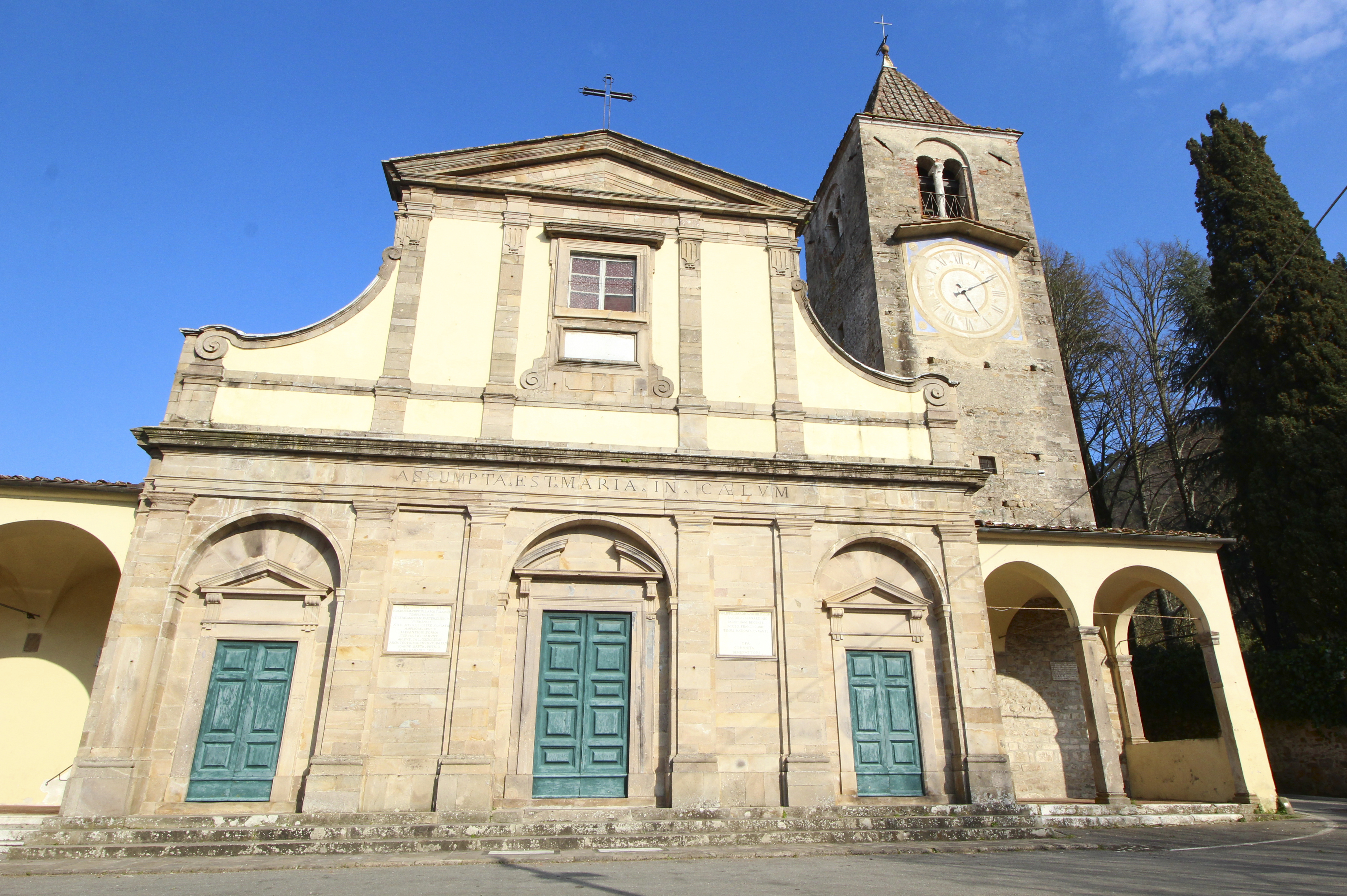
La Pieve di Vorno.
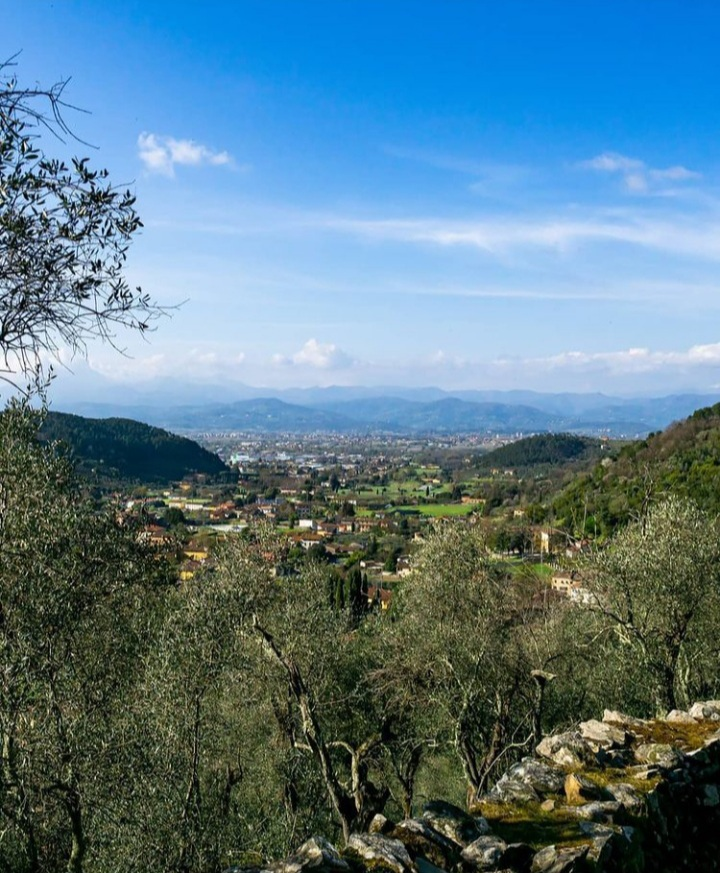
Vue d'ensemble de Vorno.